# Agente especial (película de 1935)
Agente especial (Special Agent, título original en inglés) es una película dramática estadounidense, dirigida por William Keighley y producida por Samuel Bischoff en 1935; está protagonizada por Bette Davis y George Brent. El guion está basado en una historia de Martin Mooney.
En la película se incluye la melodía de la entonces famosa canción Lullaby of Broadway que ganó ese mismo año el premio Óscar a la mejor canción original de la película musical Vampiresas 1935 (Gold Diggers of 1935) donde la cantaba Wini Shaw.

## Argumento
El gobierno federal busca a gánsteres para encarcelarlos por delitos financieros, evasión de impuestos y violaciones de las regulaciones del Servicio de Impuestos Internos. El reportero Bill Bradford (George Brent) es nombrado agente y representante del Departamento del Tesoro por el mencionado Servicio de Impuestos Internos y le asignan como tarea encontrar pruebas suficientes para acusar al gánster Alexander Carston (Ricardo Cortez) —cuyo nombre tiene las mismas iniciales que Al Capone— de evasión de impuestos.
Descubre que los libros de contabilidad de Carston se anotan con un código que solamente conoce su secretaria, Julie Gardner (Bette Davis). Cuando es testigo del asesinato de un hombre que traicionó a su jefe, Bill le ruega que renuncie a su trabajo, pero Julie se da cuenta de que sabe demasiado para que Carston se lo permita.
El fiscal de distrito, Roger Quinn (Henry O'Neill), presiona a la pareja del hombre asesinado para que testifique, pero Carston se entera del plan a tiempo; el testigo es asesinado y Carston es absuelto. Julie es arrestada como testigo material y decodifica los libros, pero es secuestrada por los hombres de Carston antes de que pueda testificar. Bill consigue engañar a Carston para que lo lleve hasta donde Julie está detenida y la policía los persigue. Después de un tiroteo, rescatan a Julie. Con su testimonio el juez envía a Carston a Alcatraz y ella acepta la propuesta de matrimonio de Bill.

## Reparto
- Bette Davis como Julie Gardner
- George Brent como Bill Bradford
- Ricardo Cortez como Alexander Carston
- Jack La Rue como Jake Andrews
- Henry O'Neill como el fiscal de distrito Roger Quinn
- Robert Strange como Waxey Armitage
- Joseph Crehan como comisario de policía
- J. Carrol Naish como Joe Durell
- Joe Sawyer como Rich
- William B. Davidson como Charlie Young
- Robert Barrat como Jefe del Servicio de Impuestos Internos
- Paul Guilfoyle como Williams
- Joe King como agente Wilson
- Irving Pichel como Fiscal de distrito federal
- Charles Middleton como comisario de policía del estado

## Producción
Agente especial es una de las dos películas de 1935 en que Bette Davis y George Brent actuaron como pareja protagonista; aparecieron juntos en pantalla un total de once veces. Ninguno de los dos quedó contento con la película terminada. Brent comentó a Ruth Waterbury de la revista Photoplay que la película era «una cosa pobre, insignificante, nada creíble y poco convincente». A instancias del departamento de publicidad de Warner Bros., estos comentarios nunca se publicaron. La película, con un oficial de la ley triunfando sobre los gánsteres, fue lanzada por Warner el mismo año que G Men.
La película se rodó justo después de que se empezara a presionar para seguir el código Hays en las producciones cinematográficas. Los censores insistieron en varios cambios menores y querían que una escena, considerada crucial para la trama por el productor Sam Bischoff, fuera eliminada en su totalidad. La producción llegó a un compromiso con los censores en que se permitía la escena intacta pero se eliminaba lo que consideraban ofensivo (diálogo). Como resultado, se aprecia cómo se mueven los labios de Ricardo Cortez pero no se oye lo que dice porque se ha eliminado el sonido grabado en la cinta.
La canción Lullaby of Broadway, que ganó el Óscar, de Harry Warren (música) y Al Dubin (letra) se puede escuchar como música de fondo en la escena del casino. La melodía la lanzó Wini Shaw ese mismo año en la película musical Vampiresas 1935 (Gold Diggers of 1935), también producida por Warner Bros.
La historia en que se basa la película, del periodista neoyorkino Martin Mooney, también sirvió de inspiración para otra producción posterior de Warner Bros. Gambling on the High Seas (1940). Mooney es quien proporcionó las historias para dos películas del año siguiente: Balas o votos (Bullets or Ballots, 1936) y La sombra del hampa (Exclusive Story, 1936); además de ser autor del libro Crime Incorporated (1935).

## Crítica
El diario The New York Times se refirió a la película como «un melodrama fresco, rápido y entretenido de principio a fin» y «una saga confusa y alocada del mundo de los gángsteres», añadiendo: «Todo se ha hecho antes, pero de alguna manera nunca parece perder su emoción visual».